# Crystal3 〜サーカス ヴォーカルコレクション〜 Vol.3
『crystal3 〜サーカス ヴォーカルコレクション〜 Vol.3』（くりすたる3 〜さーかす ヴぉーかるこれくしょん〜 ぼりゅーむ3）は、CIRCUSの3作目のコンピレーションアルバム。2006年12月21日にLantisから発売された。

## 概要
- 前作『crystal2 〜サーカス ヴォーカルコレクション〜 Vol.2』から約1年11ヶ月ぶりのリリース。
- ゲーム作品の関連楽曲の他にCIRCUSのスタッフであるらまマンとかゆらゆかが歌っているWebラジオ『サーカス情報局 VOLCANO』のテーマソングが収録されている。
- CDジャケットには、白河ことり、朝倉由夢、名無しの子、くじらの少女、桂花、鈴、嶋野真帆が描かれている。

## 収録曲
1. beautiful flower [4:25]
歌：美郷あき
作詞・作曲・編曲：宇佐美宏
2. ウシロスガタ [3:59]
歌：yozuca*
作詞：ゆうまお、作曲・編曲：太田雅友
3. Fearless [4:13]
歌：kozue
作詞：ゆうまお、作曲・編曲：小高光太郎
4. 明日の声 [5:28]
歌：kozue
作詞：ゆうまお、作曲・編曲：大久保薫
5. 7ミリの恋心 [3:13]
歌：嶋野真帆（日向裕羅）
作詞：畑亜貴、作曲：南良樹・電気（電気式華憐音楽集団）、編曲：安瀬聖
6. dreamscape [4:21]
歌：kira
作詞：Ceui、作曲・編曲：小高光太郎
7. memini [Orchestronica mix version] [4:53]
歌：妖精帝國
作詞・作曲・編曲：橘尭葉
8. 月夜の旋律 [2:59]
歌：妖精帝國
作詞：YUI、作曲・編曲：橘尭葉
9. しろたまえかきうた [3:21]
歌：ありさ
作詞：tororo、作曲・編曲：電気（電気式華憐音楽集団）
10. サンタクロースに予約して! [4:02]
歌：yozuca*、rino、橋本みゆき、美郷あき
作詞：畑亜貴、作曲：田村信二、編曲：Angel Note
11. ディアノイア [rino version] [5:16]
歌：rino
作詞：tororo、作曲・編曲：大久保薫
12. ボルケーノのテーマ [4:34]
らまマン&かゆらゆか
作詞・作曲：橋本みゆき、編曲：鈴木マサキ

## 解説
| 曲名                               | 詳細                                                                                         |
| ---------------------------------- | -------------------------------------------------------------------------------------------- |
| beautiful flower                   | パソコンゲーム『D.C.II 〜ダ・カーポII〜』挿入歌                                              |
| ウシロスガタ                       | パソコンゲーム『最終試験くじら』挿入歌                                                       |
| Fearless                           | パソコンゲーム『最終試験くじら』挿入歌                                                       |
| 明日の声                           | パソコンゲーム『最終試験くじら』エンディングテーマ                                           |
| 7ミリの恋心                        | 『すくみずOTO』収録                                                                          |
| dreamscape                         | パソコンゲーム『最終試験くじら〜Departures〜「くじのべる」』オープニングテーマ               |
| memini [Orchestronica mix version] | パソコンゲーム『AR 〜忘れられた夏〜』挿入歌                                                  |
| 月夜の旋律                         | パソコンゲーム『終の館 〜双ツ星〜』エンディングテーマ                                        |
| しろたまえかきうた                 | 『最終試験くじら〜Departures〜「しろたまえかき唄」』楽曲                                     |
| サンタクロースに予約して!          | パソコンゲーム『C.D.Christmas Days 〜サーカスディスク クリスマスデイズ〜』オープニングテーマ |
| ディアノイア [rino version]        | パソコンゲーム『AR 〜忘れられた夏〜』オープニングテーマ                                      |
| ディアノイア [rino version]        | 『うたう絵本8』収録楽曲                                                                      |
| ボルケーノのテーマ                 | Webラジオ『サーカス情報局 VOLCANO』テーマソング                                              |